# Anania Širakaci
Anania Širakaci, arménsky Անանիա Շիրակացի (610–685) byl starověký arménský filozof, matematik, astronom, geograf, kartograf a alchymista, zakladatel arménské vědy.

## Život
Rozhodl se získat vzdělání v Byzantské říši, ve městě Trebizond. Tam se stal žákem renomovaného řeckého učence Tychikose, který hovořil arménsky. Širakaci se u něj učil matematiku osm let. V roce 651 se vrátil do Arménie, kde si otevřel školu, v níž vyučoval aritmetiku, geometrii, hudbu a astronomii (tzv. quadrivium).
Roku 667 ho Arménská apoštolská církev pozvala do Dvinu a požádala ho o reformu arménského kalendáře. Vzhledem k nekompatibilitě sedmidenního týdne, měsíčního cyklu a slunečního roku navrhl systém založený na 532letém cyklu. Církev úpravy ovšem nakonec nepřijala.
Poté vydal své nejslavnější dílo, knihu nazvanou Ashkharatsuyts (Աշխարհացույց), zeměpisnou publikaci o Kavkazu. Někteří badatelé nicméně tvrdí, že autorem díla je jiný arménský starověký učenec, Movses Chorenaci.
Anania je také autorem díla Kosmografie a kalendář, které se ve 48 kapitolách věnuje astronomii, meteorologii a geografii. Svět popsal jako "vejce", v němž žloutek je zemí, bílek atmosférou a obloha skořápkou. Mléčnou dráhu popsal jako pás slabě svítivých hvězd a souhlasil s tezí, že Měsíc je nezářící těleso, jehož světlo je dáno jen odrazem od Slunce.